# 木枯森

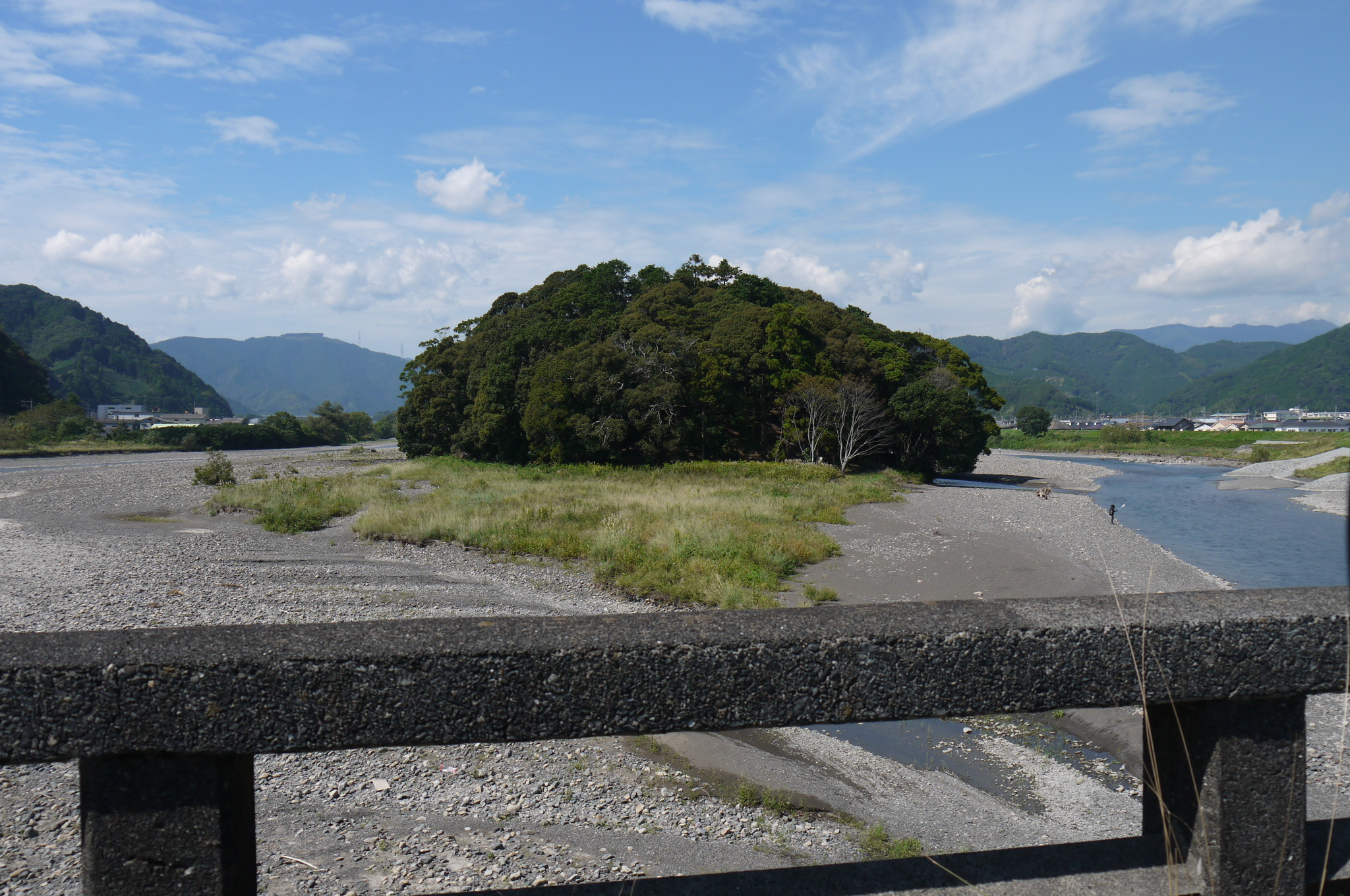
木枯森を牧ケ谷橋から望む。
奥が上流。

木枯森（こがらしのもり）又は木枯ノ森は、静岡市西部を流れる安倍川最大の支流、藁科川の河川敷にある中州である。静岡県指定の名勝となっている。

## 概要
所在地は静岡市葵区羽鳥三丁目。安倍川との合流部に近い藁科川河川敷の真ん中にある、長さ100メートル・高さ10メートルほどの小さな丘で、周囲から見るとこんもりとした森に見える。頂上には「木枯神社」が鎮座する。
古来より和歌の世界では駿河国の歌枕として詠まれてきた。また、清少納言の随筆『枕草子』「森は」の段で述べられる「木枯らしの森」がこの地と考えられている（かつて京都市右京区太秦にあった同名の森とする説もある）。
県の指定する名勝地であるが、周囲を川の流れに完全に囲まれており橋などの設備もないため、容易に訪問できないスポットでもある。

## 参考・脚注
1. ↑  “県指定文化財一覧” (PDF).   静岡市 観光交流文化局 文化財課 (2015年3月26日). 2019年1月25日閲覧。
2. ↑  川崎文昭. “コトバンク”.  小学館. 2019年1月25日閲覧。
3. ↑  “木枯ノ森”.   公益財団法人 するが企画観光局. 2019年1月25日閲覧。